# Histoire de l'écorce de quinquina

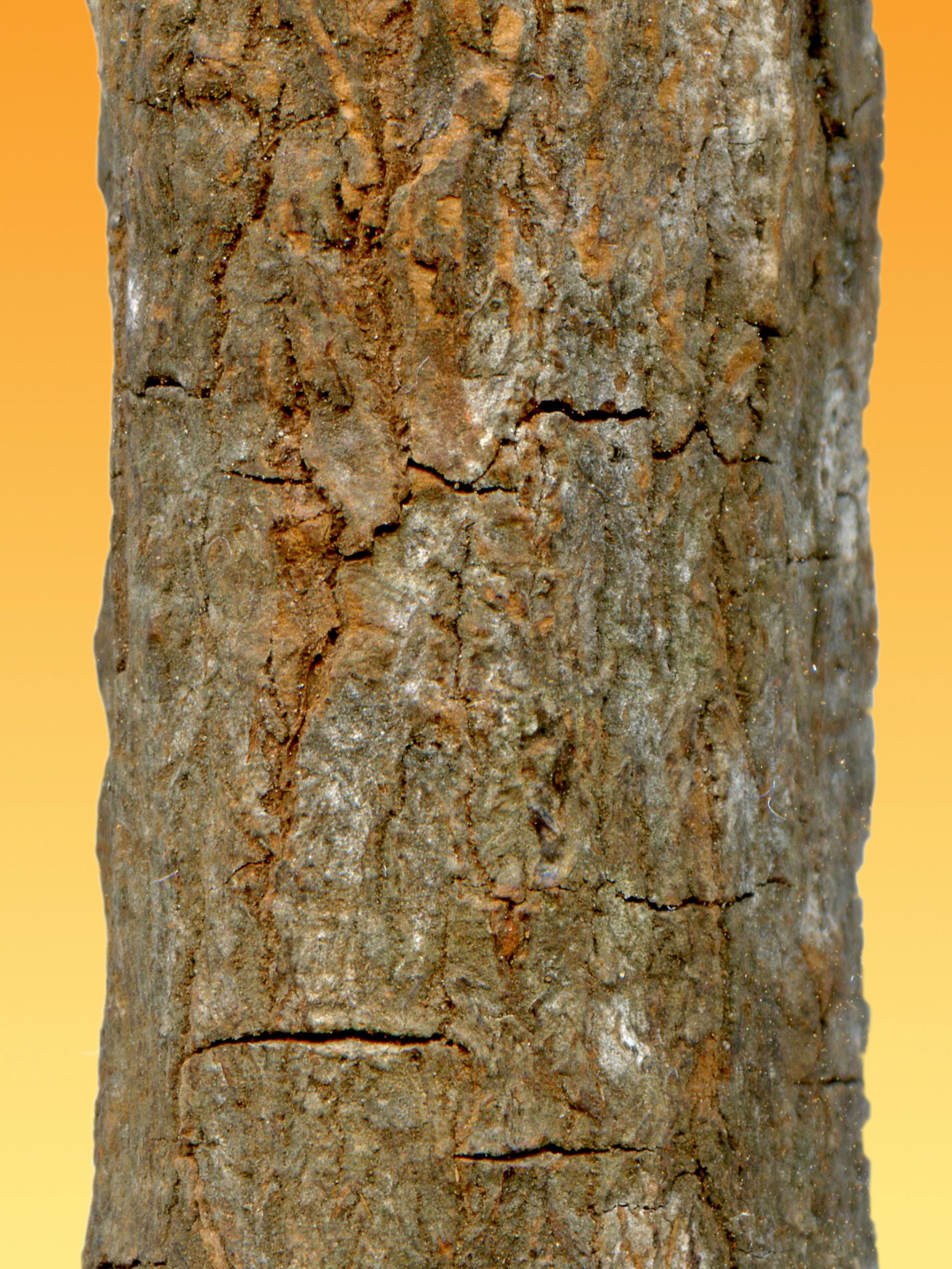
Écorce de quinquina.

L'écorce de quinquina, Cinchonae cortex, est une drogue végétale constituée d'écorce séchée d'arbres du genre Cinchona (C. pubescens, C. calisaya, ou de leurs hybrides), contenant au minium 6,5 % d'alcaloïdes totaux dont 30 à 60 % sont constitués d'alcaloïdes du type de la quinine (selon la définition officielle de la pharmacopée européenne, Bruneton, 2009).
Le terme « quinquina » est polysémique : il peut aussi bien désigner l'arbre de l'espèce Cinchona officinalis que le genre Cinchona et donc servir de terme générique pour n'importe quelle espèce du genre (quinquina rouge, quinquina jaune, etc.). Par métonymie, il désigne aussi l'écorce de quinquina (une drogue, traitée dans cet article) ou le vin de quinquina (un apéritif).
La médecine galénique est restée longtemps impuissante contre les ravages des fièvres palustres. Ce n'est qu'après la colonisation du Nouveau Monde par les Espagnols qu'un nouveau remède efficace, tiré d'un arbre de la montagne du Pérou, fut découvert.
L'histoire de l'écorce de quinquina peut être découpée en quatre étapes se déroulant grosso modo chacune au cours d'un des quatre siècles allant du XVIIe au XXe siècle.
1. Au XVIIe siècle, les jésuites du Pérou découvrent l'efficacité de l'« écorce des fièvres » contre les fièvres intermittentes. Ils amènent le remède au Vatican à Rome à partir de 1631, mais les mérites de l'écorce du Pérou sont longs à s'imposer. La reconnaissance de son efficacité ne se fit qu'une fois les bons dosages trouvés et les rois d'Angleterre et de France guéris par le remède secret (à base de quinquina) de l'apothicaire anglais Robert Talbor.
2. Au XVIIIe siècle, l'identité botanique des arbres donnant ce nouveau remède fut révélée par La Condamine et Joseph de Jussieu, deux savants français qui ont participé à une expédition scientifique au Pérou de 1735 à 1743. Peu de temps après, en 1753, Linné crée le genre nouveau Cinchona et la nouvelle espèce Cinchona officinalis pour l'arbre à quinquina (en fait une des espèces). La surexploitation du quinquina sauvage en Amérique du Sud conduisit peu à peu à sa raréfaction.
3. À la fin du XIXe siècle s'opère le passage du quinquina sauvage au quinquina de plantation. Pour répondre à la forte demande de ce nouveau fébrifuge, l'Angleterre puis les Pays-Bas développent de grandes plantations d'arbre à quinquina dans leurs colonies d'Inde et de Java. Cette époque se termine avec les destructions massives des sources d'approvisionnement durant la Seconde Guerre mondiale.
4. Dans la seconde moitié du XXe siècle, les antipaludiques de synthèse éclipsent totalement la quinine d'extraction.

L'histoire du quinquina résume bien l'histoire de la pharmacologie européenne qui dans ses efforts pour comprendre la maladie et le mode d'action des remèdes, passa de l'usage des plantes médicinales aux médicaments chimiques. La production de quinine d'extraction et de produits de synthèse marque ainsi le début du remplacement des plantes médicinales au contenu variable, incertain et parfois frelaté, par des médicaments faciles à prendre et ne contenant que la molécule active, à une dose précise.

## Les fièvres palustres
Jusqu'au milieu du XVIIe siècle la médecine européenne est restée impuissante contre les fièvres palustres. Pourtant, tous les étés, des fièvres intermittentes frappaient les populations du bassin méditerranéen. Peu à peu, la maladie s'était étendue vers le nord ; elle atteignit les côtes méridionales de l'Angleterre au XVIe siècle et traversa l'Atlantique avec les colons européens.
Rome était à cette époque la ville la plus impaludée du monde. Plusieurs papes moururent de mal'aria (littéralement le « mauvais air »). Car le paludisme (ou malaria) était un mal relevant du domaine des fièvres, imputées au « mauvais air » d'après la théorie des miasmes d'Hippocrate. La fièvre n'était pas un symptôme mais une maladie qui lorsqu'elle touchait un grand nombre de personnes, au même moment et en un même lieu, ne pouvait être imputée qu'à ce que tous partageaient : l'air respiré.
Les médecins galénistes soignaient les fièvres intermittentes (tierce, quarte, double tierce, etc.) en pratiquant la saignée, associée à des purgatifs et des fébrifuges (comme la gentiane). Pour les paracelsiens, les fièvres étaient dues à une fermentation excessive du sang, liées à de fines particules corruptibles - un genre d'agent infectieux contre lequel on appliquait un remède chimique spécifique. Nous verrons que l'expérience médicale va peu à peu établir le statut de remède spécifique au quinquina et contribuer à affaiblir la vision globalisante du galénisme.
À la fin du XVe siècle, la pharmacopée galénique totalement impuissante devant les ravages du paludisme, va profiter de l'exploration et la colonisation du Nouveau Monde pour prendre connaissance de nouvelles plantes et d'élargir ses moyens d'action.

## La découverte de l'écorce du Pérou

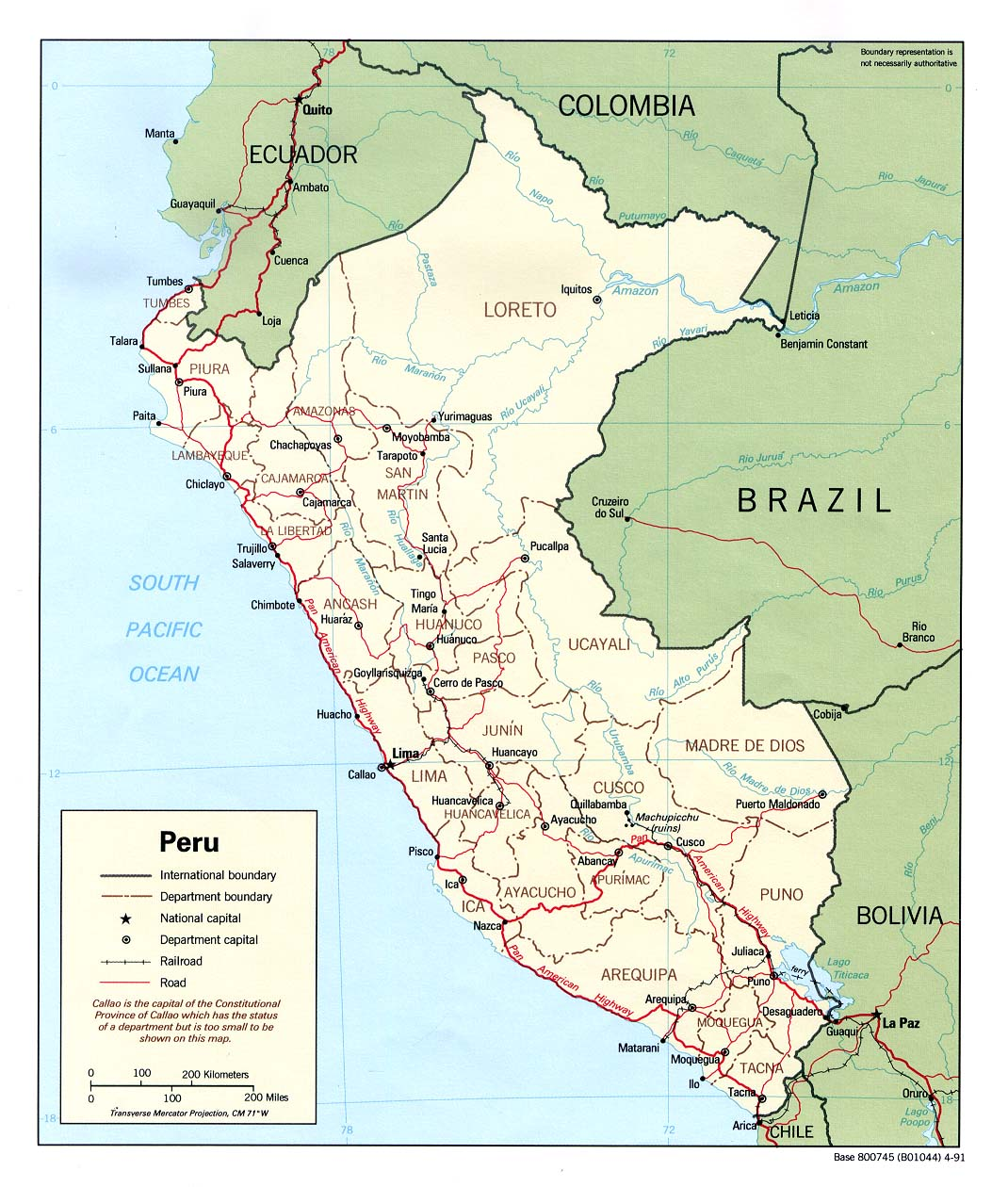
L'Équateur et le Pérou actuels faisaient partie de la vice-royauté du Pérou

Ce furent les jésuites qui grâce à leur implantation mondiale trouvèrent dans le Nouveau Monde la plante guérisseuse. Au début du XVIIe siècle, un jésuite italien, Augustino Salumbrino créait à Lima au Pérou une grande pharmacie pour pourvoir aux besoins médicinaux de tous les jésuites de la vice-royauté. Un des membres de la Compagnie de Jésus de Lima, Bernabé Cobo, rapporte en 1639 : « Dans le district de la ville de Loja [aujourd'hui situé en Équateur] du diocèse de Quito pousse une certaine espèce de grands arbres qui ont une écorce semblable à la cannelle, un peu rugueuse et très amère ; laquelle, réduite en poudre, est administrée à ceux qui ont la fièvre, et avec ce seul remède le mal disparaît ». On sait qu'à partir des années 1631, lorsque les pères jésuites se rendaient à Rome, ils emportaient de « l'écorce du Pérou » avec eux. Les médecins du Vatican eurent alors la possibilité de vérifier que l'« écorce des jésuites » était très efficace contre les fièvres intermittentes qui décimaient chaque été les Romains, papes et cardinaux y compris.

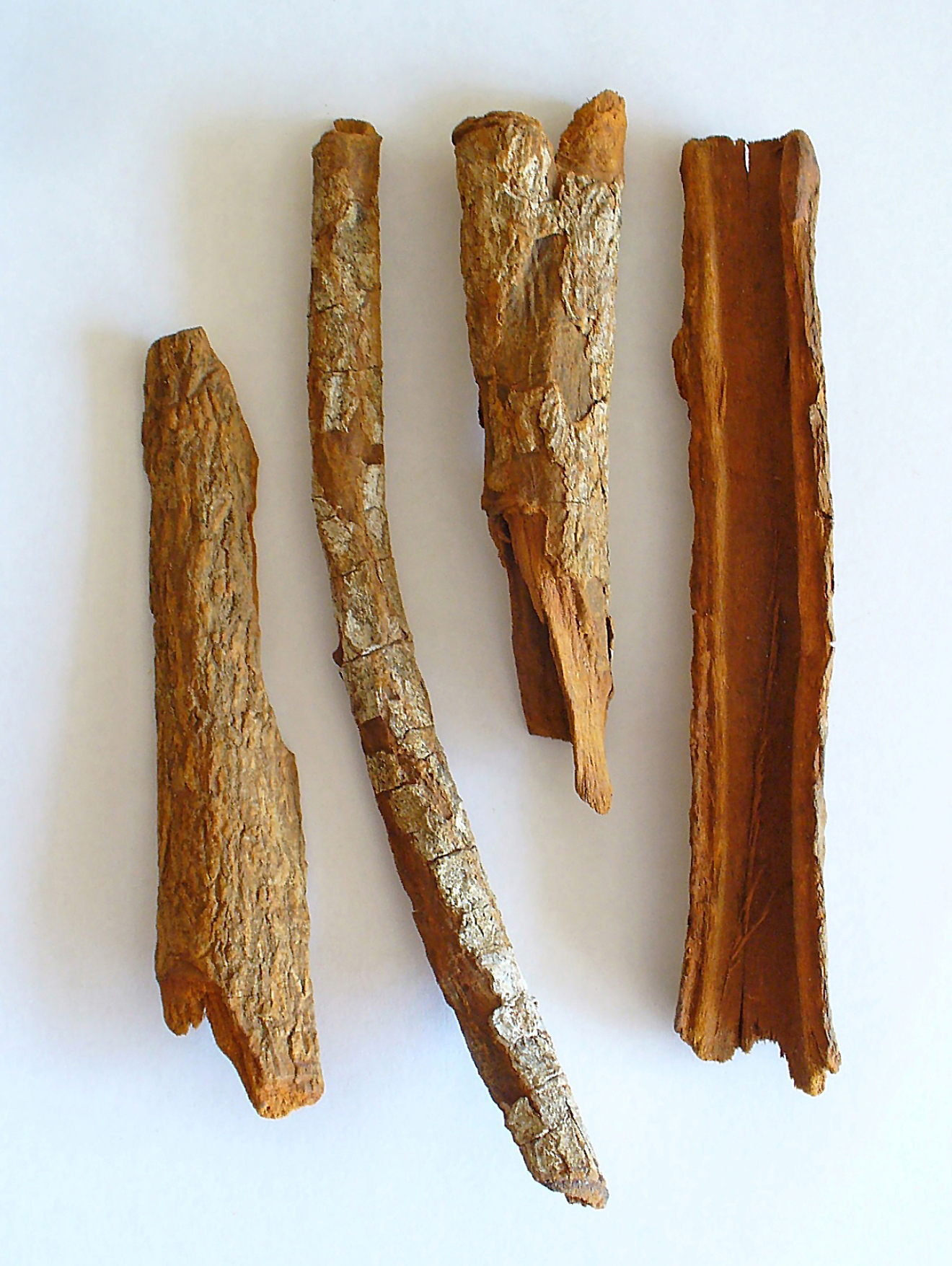
Écorce de quinquina (Cinchona officinalis)

À cette époque, le terme de quinquina n'était pas encore employé. Les jésuites de Lima parlaient de l'arbol de las calenturas « l'arbre des fièvres », d' « arbre de Loja », et l'écorce était nommée corteza de las calenturas « écorce des fièvres » ou corticus peruvianus, « écorce du Pérou », cascarilla, quarango, etc. De plus, si le paludisme avait commencé à sévir à l'époque de la conquête coloniale, il ne s'y rencontrait qu'à faible altitude et non aux hauteurs où poussait l'arbre des fièvres. Il semble donc que les Indiens de l'époque précolombienne n'utilisaient pas son écorce contre le paludisme. Et les sources sur la connaissance qu'ils auraient pu en avoir pour d'autres usages restent confuses.
Si le paludisme n'existait pas avant l'arrivée des Espagnols, quel rôle les Indiens ont-ils pu jouer dans la découverte des propriétés antipaludiques de l'écorce des fièvres ? D'après les écrits d'un médecin lusitano-espagnol Caldera de Heredia publié en 1663, les pères jésuites eurent l'idée d'utiliser la poudre des fièvres après avoir vu des mineurs indiens grelotant de froid après la traversée d'un torrent, prendre de l'écorce d'un arbre pour soulager leurs tremblements. Par analogie, ils supposèrent qu'un remède calmant les tremblements pouvait être employé pour soigner les fièvres intermittentes.
Pendant trois siècles, une tout autre histoire de la découverte des vertus du quinquina fut donnée. L'origine de ce récit, qu'on pense maintenant être fallacieux ou la déformation d'un autre événement, se trouve dans les écrits (publiés en 1663 mais écrits en 1639) du médecin génois Sebastiano Bado. Celui-ci raconte que la femme du nouveau vice-roi, la comtesse de Chinchòn, souffrant d'une fièvre tierce, fut guérie grâce à un remède secret donné par le corrégidor (fonctionnaire royal espagnol) de la région.
Bado, le médecin génois, fut aussi le premier à employer le terme de quinquina et à expliquer qu'il venait du quechua kinakina (qu'il écrit en latin China China). Seconde erreur : d'après la description qu'en donne le jésuite de Lima, Bernabé Bodo, il est clair que le terme quechua original kina kina désigne une légumineuse appartenant au genre Myroxylon et non pas le véritable arbre des fièvres de Loja que Linné rapportera plus tard au genre Cinchona. Il est importé en Europe sous le nom de « baume noir du Pérou ». Il est clair que Sebastiano Bado a complété une description sommaire de l'arbre de Loja par celle de l'arbre à baume, en s'appuyant sur divers ouvrages. Ce fut pour longtemps une source de confusion totale. La méconnaissance de l'arbre, conjuguée à l'absence de convention des botanistes pour le nommer de manière univoque, facilita de nombreuses fraudes au cours du long parcours qui menait l'écorce des forêts des montagnes de Loja jusqu'aux apothicaireries européennes.

## Reconnaissance des vertus de l'écorce en Europe

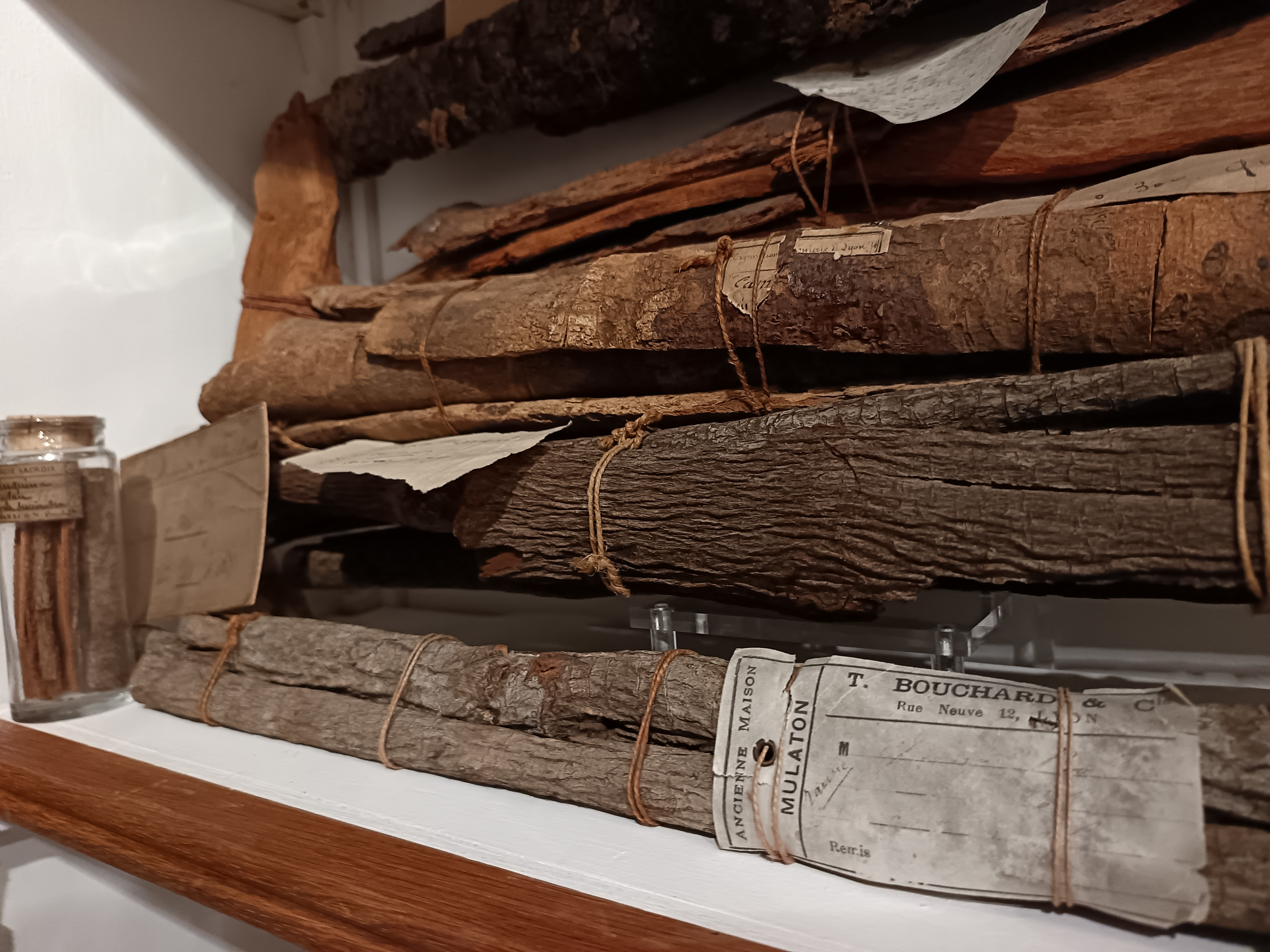
Lots de quinquina tels qu'envoyés pour les droguiers.

Les mérites de l'écorce du Pérou ne s'imposèrent pas immédiatement en Europe ; il fallait trouver le bon emploi et, dans certains pays, vaincre les réticences des protestants face à une drogue papiste.
La recette diffusée par les jésuites de Rome était de deux drachmes de quinquina pulvérisés dans du vin. Cette recette consignée dans la Schedula Romana se répandra en Europe comme une trainée de poudre. L'écorce du Pérou prend alors dès les années 1650, le nom de « poudre des jésuites ». En Espagne, à Séville El Puerto de América, après des essais thérapeutiques, les médecins préconisent une drachme de quinquina pulvérisé donnée en infusion.
Le mode d'action du quinquina posait de nombreux problèmes théoriques aux médecins galénistes. En principe, l'amertume de l'écorce du Pérou était un signe de chaleur. Mais comment pouvait-elle alors soigner aussi bien les fièvres tierces (qui étaient chaudes) que les fièvres quartes réputées froides ? Pour Galien, un remède devait agir en allant dans le sens contraire de la cause. En outre, la fièvre résultant d'un déséquilibre des qualités (chaud, froid, sec, humide) et des humeurs, devait être soignée en expulsant les humeurs responsables d'un excès de chaleur ou de froid. Or le quinquina semble n'expulser aucune humeur. Les médecins sont donc confrontés à un remède qui fait tomber les fièvres de manière incompréhensible, sans empêcher les rechutes ni parfois des effets secondaires graves.

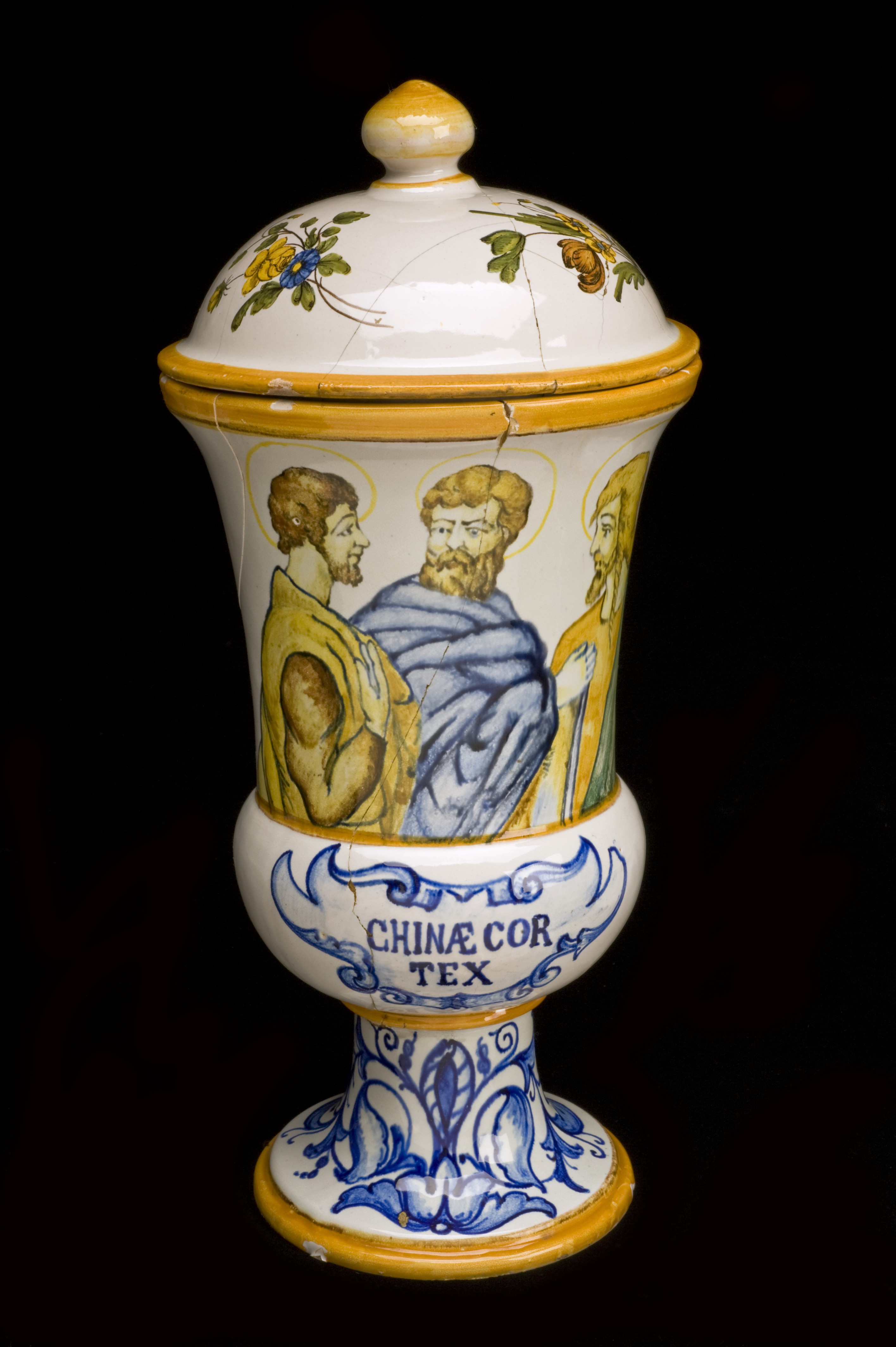
Pot à écorce de quinquina chinae cortex

Au XVIIe siècle, l'écorce des jésuites est peu appréciée en Angleterre. Au problème de posologie qui restait encore très mal définie, s'ajoute le contexte politique. En 1679, à l'époque des grandes manifestations antipapistes, on porta en procession une cassette remplie de l'écorce des jésuites qui fut ensuite brûlée avec l'effigie du pape.
C'est un Anglais particulièrement futé, Robert Talbor (1642-1681), qui sut vaincre les préjugés de ses contemporains. Ayant appris auprès d'un apothicaire comment doser l'écorce du Pérou pour soigner la fièvre sans provoquer d'effets secondaires calamiteux, il proposa son propre remède miraculeux à la composition tenue soigneusement secrète, tout en dénigrant méthodiquement le remède des papistes. Il soigna avec succès le roi Charles II d'Angleterre moyennant des sommes mirobolantes. Il alla ensuite à la cour de Louis XIV soigner le roi, le dauphin et nombre de princes, toujours avec le même succès. À sa mort, on apprit que l'ingrédient principal de sa potion miraculeuse était l'écorce de quinquina dont le goût amer était masqué par du sirop.
La guérison du roi Louis XIV en 1686 a largement contribué à la diffusion du quinquina. Ce fut le point de départ de ce qui ressemble à une politique de santé dont l'objectif fut de répandre l'usage du remède à l'ensemble du royaume. Le remède est utilisé dans la colonie française en Inde au milieu du XVIIIe siècle, comme en témoigne le récit d'Anquetil Duperron.

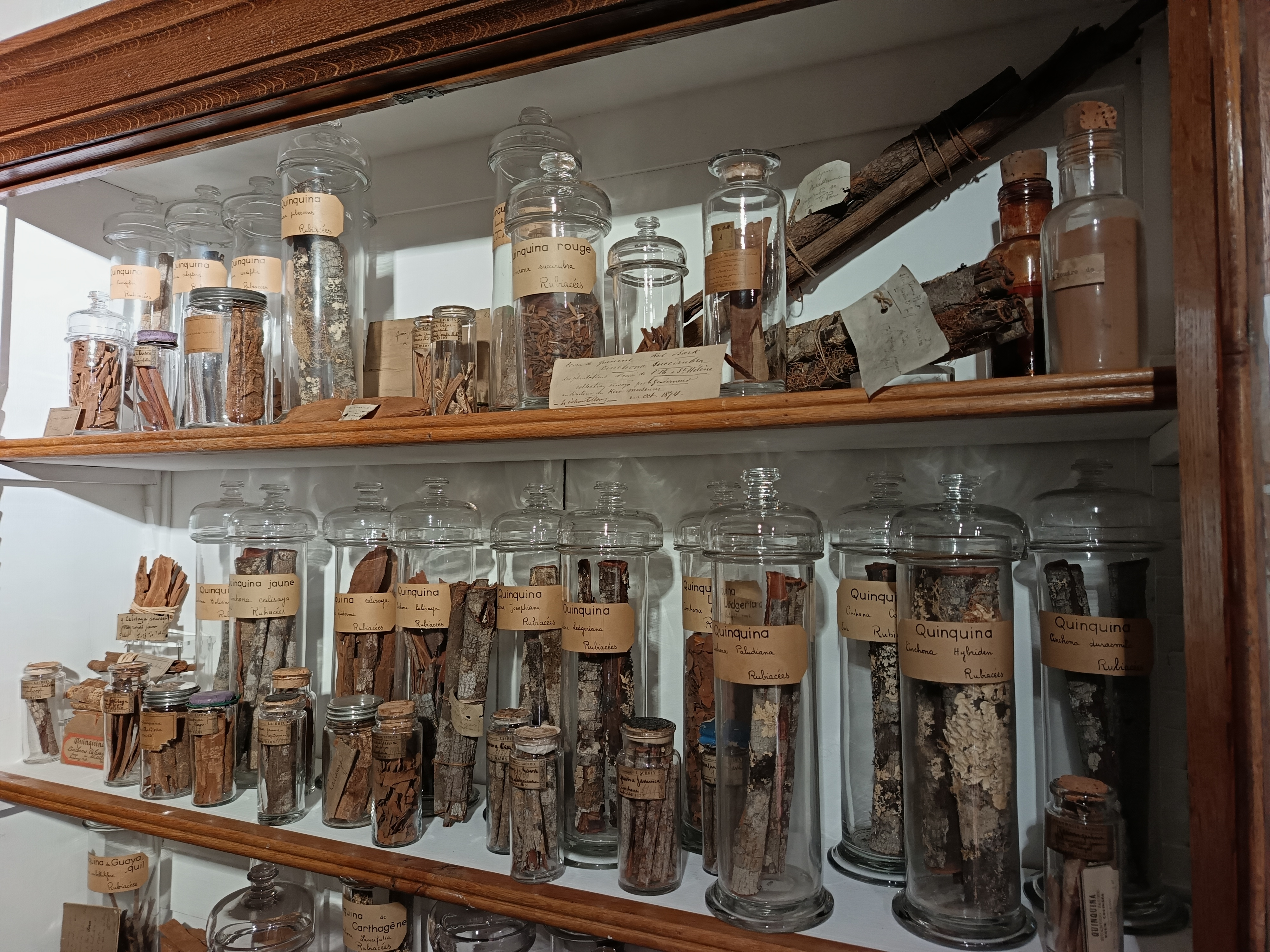
Différents quinquina à visée médicale au Droguier de l'université Lyon 1.

Le quinquina acquit le statut de remède spécifique c'est-à-dire d'une substance capable de soigner une maladie précise. Ce qui parait de nos jours un truisme, heurtait la médecine galéniste pour laquelle le remède avait pour but de rétablir un état général du patient. À l'approche holistique de Galien, Paracelse avait bien opposé une approche réductrice des maladies. Pour lui, la maladie n'était pas le résultat d'un déséquilibre humoral global mais le produit d'une cause particulière qu'un remède spécifique pouvait combattre. Il avait assuré que le mercure était le seul remède spécifique contre la syphilis. Mais peu de médecins avaient été convaincus alors que présentement, l'expérience montrait clairement que le quinquina en fournissait un exemple éclatant. L'apothicaire chimiste Nicolas Lémery qui aimait présenter des interprétations corpusculaires et mécanistes des phénomènes chimiques, avança l'idée que le quinquina agit directement sur un agent responsable de la fièvre « Il y a l'apparence que le kina kina arrête et suspend l'humeur de la fièvre, à peu près comme un alcali arrête le mouvement d'un sel acide, c'est-à-dire qu'il la tient liée et qu'il en fait une espèce de coagulum » (Cours de chymie). Il faudra attendre la fin du XIXe siècle pour comprendre que la quinine, le principe actif du quinquina, empêche la reproduction du plasmodium, le protozoaire responsable du paludisme. Ce principe actif, un alcaloïde (nommé quinine), fut isolé la première fois par Joseph Pelletier et Joseph Caventou en 1820.

## La description botanique desCinchonaun siècle plus tard

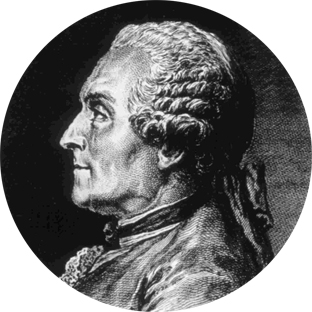
Charles Marie de La Condamine.

Malgré les succès de l'écorce de quinquina dans la lutte contre le paludisme, l'arbre demeure toujours inconnu des botanistes européens d'alors et bien sûr des apothicaires. La matière médicale lors de son trajet des hautes forêts andines jusqu'aux échoppes des apothicaires européens, passaient par un nombre considérable d'intermédiaires. Et comme elle est rare et chère, elle est l'objet de nombreuses fraudes. Pour les combattre, il importe de mieux connaître l'arbre, les modes de préparation de son écorce et le long circuit commercial qui l'amène en Europe.
Entre 1735 et 1743, une grande expédition scientifique au Pérou est lancée à l'initiative de savants français pour mesurer un arc de méridien d'un degré à proximité de l'Équateur, afin de régler une controverse concernant l'aplatissement de la Terre dans les régions polaires. Deux de ses participants jouent un rôle important pour la description du quinquina : le botaniste Joseph de Jussieu mais surtout l'académicien géographe et astronome La Condamine. Ce dernier est chargé des observations astronomiques avec deux autres académiciens alors que le jeune naturaliste Joseph de Jussieu (frère de Bernard et d'Antoine de Jussieu), doit décrire la flore andine de la région de Quito (actuellement en Équateur). Cependant le premier mémoire sur le quinquina à arriver en France n'est pas de lui, mais de son compagnon La Condamine.

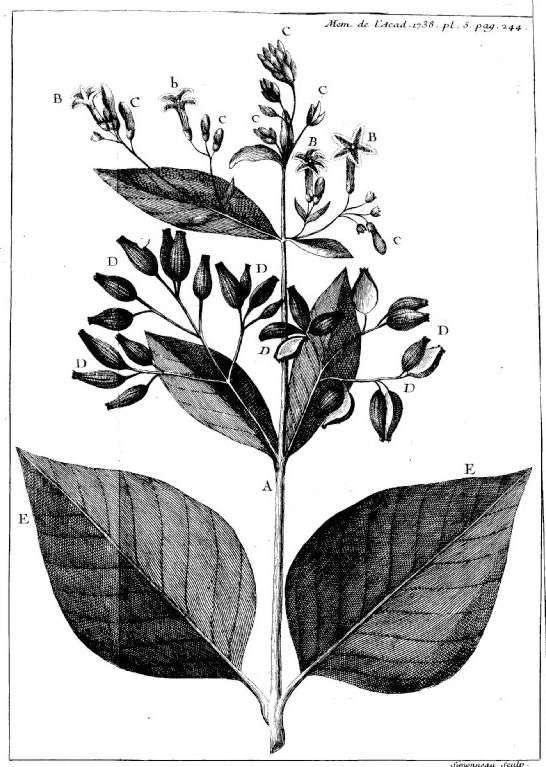
Dessin d'une branche de l'arbre du quinquina, avec ses feuilles, ses fleurs & ses fruits (La Condamine, Mémoire de l'Académie royale, 1738).

En janvier 1737 La Condamine, qui doit se rendre à Lima pour régler des problèmes de trésorerie, passe par la région de Loja (ou Loxa), au sud de l'actuel Équateur. Il s'arrête dans la montagne de Cajanuma (au sud de Loja) qui est renommée posséder le meilleur quinquina, pour observer l'arbre à quinquina. Il distingue trois espèces de quinquina : le blanc, le jaune et le rouge, sur la base d'informations obtenues auprès d'un homme du pays. « Le peu de séjour que j'ai fait à Loxa ne m'a pas permis d'examiner par moi-même ces distinctions de couleur…; cet examen eût demandé du temps, des expériences,& de plus l'oeil d'un botaniste, ce n'est que du voyage de M. de Jussieu qu'on peut espèrer ces éclaircissements » observe-t-il honnêtement dans le mémoire Sur l'arbre du quinquina. On lui apprend que le rouge est le meilleur et le blanc le moins bon. Il donne aussi des informations sur les lieux où ils poussent, sur le mode de récolte de l'écorce, sur sa surexploitation, sur la morphologie de la fleur et du fruit, sur l'histoire de la comtesse de Chinchon guérie de ses fièvres grâce à l'écorce de quinquina, etc. Il exécute plusieurs dessins d'après nature d'une branche de l'arbre, de ses feuilles, fleurs et fruits (voir ci-contre une planche). Le 29 mai, La Condamine envoie son mémoire Sur l'arbre du quinquina à Paris ; il est lu à l'Académie le 20 mai 1737 et publié en 1738. C'est la première description de l'arbre à parvenir en Europe.
C'est donc uniquement sur la base des observations de La Condamine que Carl von Linné crée le genre nouveau Cinchona et la nouvelle espèce Cinchona officinalis pour le quinquina, quinze ans plus tard, en 1753, dans Species Plantarum, en donnant foi à l'histoire de la comtesse de Chinchón (il écorche d'ailleurs l'orthographe de son nom, écrit sans le premier h).

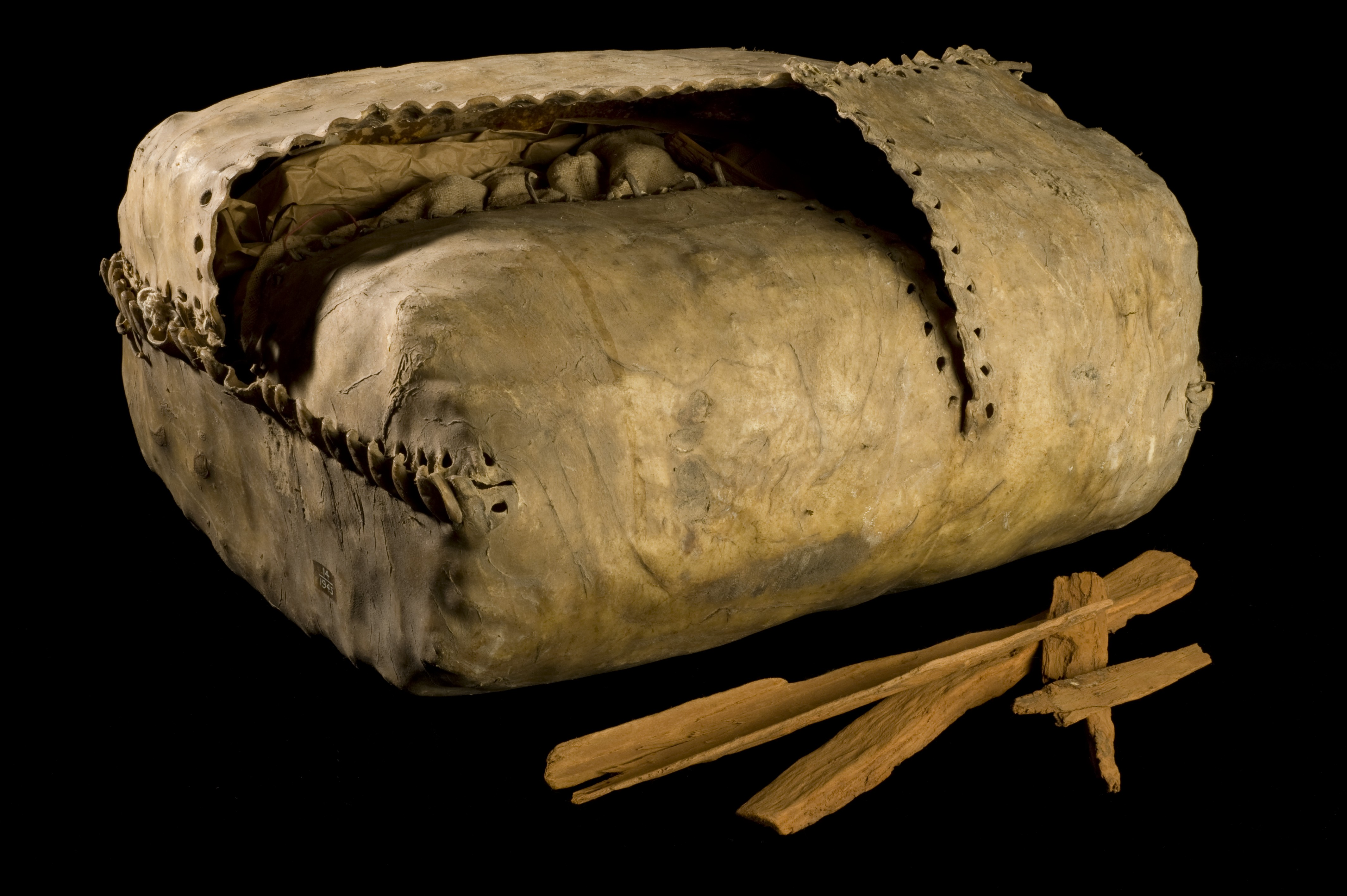
En forêt, après avoir séché l'écorce, les ouvriers l'emballent en ballot de cuir pour le transport, tel que décrit par Jussieu.

Joseph de Jussieu se rend en mars 1739 à Loja et rédige en latin un mémoire sur l'étude botanique de la plante, sur les propriétés thérapeutiques de l'écorce, sa falsification, sa récolte en forêt, etc. Le manuscrit, intitulé Descriptio arboris Rinakina, reste longtemps inédit : ce travail précis de professionnel n'est publié qu'en 1936, en traduction française, à l'occasion du centenaire d'une marque commerciale de quinquina. Il donne des informations écologiques précieuses sur le milieu qui pourront expliquer les difficultés « d'acclimatation » rencontrées plus tard : « L'arbre à quinquina pousse dans des régions montagneuses très humides et très chaudes, où le froid également est très rigoureux et les pluies fréquentes ». Il distingue sept espèces de quinquina. Les arbres à écorce rouge et jaune donnent une écorce de meilleure qualité, mais ils sont devenus rares, car on leur enlève leur écorce annuellement et une fois dépouillées, ils périssent presque tous. Il est convaincu que ce sont les Indiens du village de Malacatos qui ont appris les premiers les vertus de l'écorce ; ils appelaient l'arbre et son écorce yarachucchu carachucchu « arbre des fièvres, écorce des fièvres ».
Des expéditions botaniques sont aussi menées par les Espagnols au Pérou et en Nouvelle-Grenade (Colombie et Venezuela actuels). Le botaniste Hipólito Ruiz López tire en 1792 de ses explorations du Pérou un opuscule dans lequel il distingue sept espèces de quinquina. Enfin, José Celestino Mutis explore les forêts de la Nouvelle-Grenade et, avec son équipe, il accumule des centaines d'illustrations et de descriptions botaniques sans jamais rien publier.
Un siècle plus tard, le botaniste Hugh Algernon Weddell, d'origine anglaise mais ayant étudié et travaillé au Muséum national d'histoire naturelle à Paris, effectue durant plus de cinq ans une mission d'étude des quinquinas en Amérique du Sud (de 1843 à 1848). Il tente de mettre un peu d'ordre dans la classification léguée par les Espagnols et distingue 19 espèces dont le fameux Cinchona calisaya, le plus riche en quinine, qui est à terme cultivé à grande échelle en Asie.
La dernière révision du genre date de 1998, soit près de quatre siècles après les premières observations des jésuites ; elle est l'œuvre de Lennart Andersson.

## Plantations commerciales dans les colonies
Jusqu'au milieu du XIXe siècle, la production du quinquina sauvage se trouve uniquement dans le domaine colonial espagnol (Pérou, Bolivie, Équateur et Colombie). Toutefois la surexploitation du quinquina sauvage, comme La Condamine et Jussieu l'ont signalé au siècle précédent et Hughes Weddell en 1853, conduit peu à peu à sa raréfaction. Pour répondre à une forte demande, les Européens entreprennent alors une implantation de ces arbres dans d'autres régions du monde.
Le Royaume-Uni, les Pays-Bas, et la France tentent de subtiliser des graines et des plants de quinquina pour développer une culture commerciale dans leur colonies. Avant de rentrer en France, La Condamine fait un détour par Loja pour prélever des graines et « huit à neuf plants de quinquina » qu'il plante dans une caisse de terre. Il les transporte en longeant l'Amazone et au prix de mille précautions arrive à Cayenne (en Guyane). Mais peine perdue, les plantes meurent en raison de la chaleur et d'un « coup de mer ». Il distribue les graines aux jésuites du haut Oyapock.
Au siècle suivant, le médecin et botaniste Hugh Algernon Weddell (1819-1877) part en expédition scientifique en Amérique du Sud avec le comte de Castelnau en 1843. Il explore le continent pendant six ans et s'intéresse notamment aux quinquinas, à la coca et à l'ipécacuanha. Il ramène de son voyage une très belle collection de plantes et de graines. Ce fut le premier à rapporter des graines de quinquina de bonne qualité qui germèrent dans les serres du Jardin des plantes. Le Muséum distribuera ensuite des plants à diverses institutions botaniques européennes.

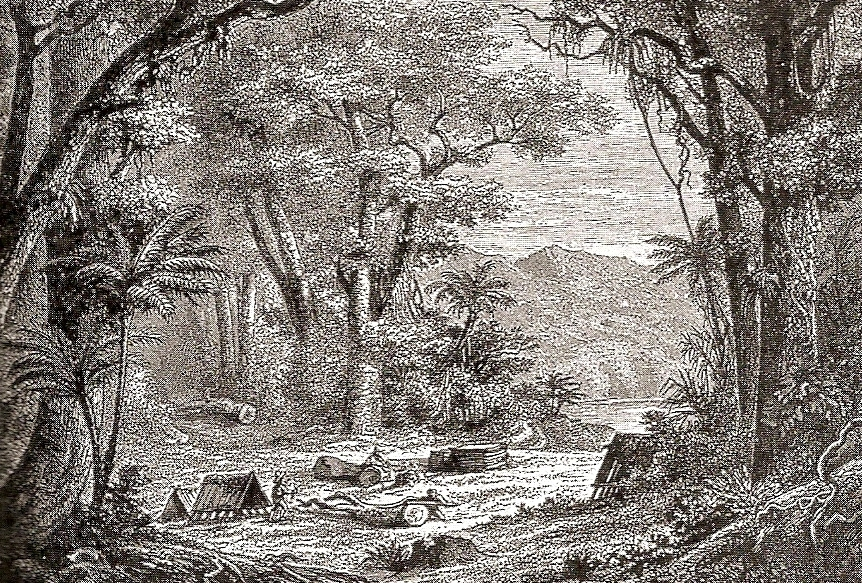
La récolte de l'écorce du quinquina sauvage vers 1730.

Les Britanniques sont les premiers à se lancer dans la culture commerciale du quinquina vers 1850, d'abord dans la région chaude et humide de Darjeeling en Inde du Nord, puis à Ceylan. Là, ils cultivent avec succès le quinquinas rouges jusqu'en 1885 environ.
Les Pays-Bas supplantent ensuite le Royaume-Uni après avoir importé d'Amérique du Sud, des graines de plusieurs espèces de quinquina, et avoir réalisé de nombreuses hybridations. On passe alors d'une culture de quinquinas du groupe succirubra (ou Cinchona pubescens, quinquinas rouges) à des espèces du groupe ledgeriana (ou Cinchona calisaya, quinquinas jaunes), dont les écorces sont très riches en quinine.
Seules deux espèces et leurs hybrides, sélectionnés pour leur forte teneur en quinine, sont finalement exploités en cultures commerciales d'exportation importantes :
- Cinchona pubescens, connue aussi comme C. succiruba, quinquina rouge,
- Cinchona calisaya, connue des planteurs sous le nom de C. ledgeriana, quinquina jaune.

Avant la Seconde Guerre mondiale, 90 % de la production provient de Java en Indonésie ; l'Inde est la seconde zone de production.
La Belgique développe de grandes plantations au Congo belge. La France fait quelques tentatives de culture de l'arbre à quinquina à La Réunion, Madagascar et au Tonkin.
L'Afrique de l'Est a aussi beaucoup produit d'écorce.
La cueillette de l'écorce détruit souvent l'environnement ; les bas salaires ne permettent pas aux indigènes de régler leurs dettes.

### Dans le Raj britannique
En 1860, une expédition britannique en Amérique du Sud, commandée par Clements Markham, parvient à sortir des graines et des plants de quinquina ; il est introduit dans plusieurs parties du Raj britannique en Inde et au Sri Lanka. Au Sri Lanka, on en plante au Jardin botanique de Hakgala (en) en janvier 1861. Un pionnier de la plantation de thé au Sri Lanka, James Taylor (en), est aussi l'un des premiers à cultiver le quinquina. En 1883, environ 64 000 acres (260 km2) sont en culture au Sri Lanka ; les exportations connaissent un sommet de 15 millions de livres en 1886. C'est l'époque du monopole britannique de la culture du quinquina.
Les Britanniques cultivent aussi le quinquina dans les collines du district de Darjeeling au Bengale. Une fabrique et une plantation nommées « Cinchona » se trouvent à Mungpoo (en), où s'illustre le chimiste Charles H. Wood (en) en collaborant à un procédé d'extraction. La culture s'effectue sous la supervision de l'État.
Le succès commercial de la culture du quinquina à Java par les Hollandais ruine en quelques années les plantations de Ceylan. Les Anglais suppléent alors à ce désastre en y développant la culture du thé.

### Dans les Indes néerlandaises

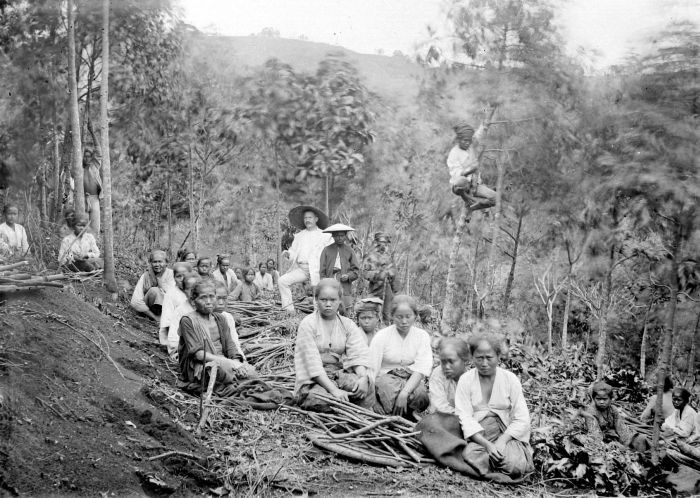
Travailleuses dans une plantation de quinquina à Java.

Les Néerlandais font de nombreux essais d'introduction de la culture du quinquina à Java dans les Indes néerlandaises ; une première fois avec les spécimens rapportés par Weddell en 1845 et données par le Muséum national d'histoire naturelle. Une tentative de culture à Java est faite en 1852 sans succès commercial, les espèces cultivées étant trop pauvres en alcaloïdes. Une seconde tentative est faite à partir de graines rapportées par une mission dirigée par Hasskarl du Pérou, et qui arrivent à Batavia en 1854. Elles sont complétées par des graines subtilisées en Bolivie en 1865 par un commerçant britannique Charles Ledger qui les met en vente sur le marché de Londres où les Néerlandais peuvent s'en procurer. Les graines de Ledger semées à Java produisent 20 000 plantes, qui sont en grande partie à l'origine des plantations. Il existe quelques petites plantations de C. succiruba là où la terre ou l'élévation ne sont pas propre à C. ledgeriana.
Le succès de la culture commerciale est due à l'espèce Cinchona ledgeriana c'est-à-dire le quinquina jaune, très riche en quinine. Mais aussi d'après l'enquête de Sands effectuée en 1922, à une excellente méthode culturale, sur un sol approprié, à la bonne altitude (entre 1000 et 1 800 m), à une température et pluviosité favorable, et à l'abondance de main-d'œuvre bon marché.
Grâce à leur savoir-faire, les Néerlandais dominent alors complètement la production mondiale d'écorce de quinquina et de quinine jusqu'en 1939.

## Les antipaludiques de synthèse
La Seconde Guerre mondiale redistribue complètement les cartes. Les Nazis détruisent les stocks de quinquina lors des bombardements d'Amsterdam. Les Japonais envahissent Java et s'approprient les plantations de quinquina. En Sicile et en Afrique du Nord, l'armée américaine eut plus d'hommes mis hors de combat par le paludisme que par les combats. Les alliés Australiens et Américains dont les soldats combattent dans des zones impaludées du Pacifique doivent chercher d'autres approvisionnements.
Les Alliés se tournent alors vers les plantations des colonies françaises et belges d'Afrique: la Guinée, le Togo, le Cameroun, la Côte d'Ivoire, le Congo. Le Congo belge devient alors le premier producteur mondial de quinquina. Les États-Unis lancèrent le Cinchona program qui, entre décembre 1941 et août 1945, leur permit d'importer d'Amérique latine quelque 14 000 tonnes d'écorce sèche de quinquina.
Les Alliés se lancèrent aussi dans un effort de recherche d'antimalariques (ou antipaludiques) de synthèse.
La phase finale de cette longue histoire sera l'œuvre de l'industrie chimique. L'allemand Bayer avait mis au point en 1934 une substance appelée résochine aux propriétés antimalariques intéressantes mais rejetée en raison de sa toxicité. Bayer transmet alors les droits à sa filiale américaine Winthrop-Stearns.
Des essais cliniques furent menés avec la sontochine et la résochine en Tunisie (sous domination allemande) par le Dr Philippe Decourt, des laboratoires Rhône Poulenc-Specia qui avaient passé un accord sur la sontochine avec IG Farben en juillet 1941. Les essais montrèrent la bonne efficacité et la bonne tolérance des molécules. La résochine reçut le nom de chloroquine en février 1946 ; en France, elle fut mise sur le marché en 1949 sous le nom de Nivaquine, aux États-Unis sous le nom d'Aralen.
Dans les années 1950, les antipaludiques de synthèse éclipsent totalement la quinine d'extraction, beaucoup plus chère. Mais leur prescription sans contrôle favorise l'émergence de souches résistantes. Les médicaments ACT (Artemisinin-based combination therapy, composée par l'association de deux molécules, une molécule semi-synthétique dérivée de l'artémisinine et une molécule synthétique) sont actuellement recommandés par l'Organisation mondiale de la santé.